# Bonifacy II
Bonifacy II (ur. w Rzymie, zm. 17 października 532 tamże) – 55. papież w okresie od 22 września 530 do 17 października 532.

## Życiorys
Pochodził z rodziny germańskiej, był synem Sigibulda i urodził się w Rzymie. Na papieża wyznaczył go poprzednik, Feliks IV, wbrew woli cesarza Bizancjum Justyniana I. Senat wydał wówczas edykt zakazujący jakiejkolwiek dyskusji nt. sukcesji papieskiej, za życia papieża. W pierwszych tygodniach pontyfikatu przyszło Bonifacemu rywalizować z antypapieżem wspieranym przez Justyniana, Dioskurosem, jednak rywal zmarł niespełna miesiąc później. Po tym krótkim okresie schizmy, papież nakazał 60 duchownym, którzy poparli Dioskura, do pisemnego przyznania się do winy i przyrzeczenia poprawy. Pomimo obowiązujących praw, on także na synodzie w 531 roku chciał wyznaczyć swojego następcę – Wigiliusza, jednak wkrótce potem się z tego wycofał.
Za jego pontyfikatu odbył się drugi synod w Orange (lipiec 529), a także synod w 532, który potwierdził prawa Rzymu do Ilirii. Został pochowany w bazylice św. Piotra.